# شاهزاده (فیلم ۱۹۶۹)
«شاهزاده» (انگلیسی: Prince (1969 film)) یک فیلم است که در سال ۱۹۶۹ منتشر شد. از بازیگران آن می‌توان به ویجینتی مالا و شامی کاپور اشاره کرد.